# Tullio Dandolo
Tullio Dandolo, född den 2 september 1801 i Varese, död den 16 april 1870 i Urbino, var en italiensk greve och skriftställare. Han var son till kemisten och agronomen Vincenzo Dandolo samt far till patrioterna Enrico och Emilio Dandolo.
Dandolo företog åtskilliga resor, som han vidlyftigt beskrev. Sedermera sysselsatte han sig med historiska forskningar och författade, i strängt kyrklig anda, en mängd historiska skrifter, bland vilka kan nämnas Roma e l'imperio sino a Marco Aurelio (1844), vars sjätte del är känd under namnet Cristianesimo nascente (1854; 2:a upplagan 1871), samt Il secolo di Leone Decimo (3 band, 1861–1868).